# 潘梓然
潘梓然（英語：Tim Poon Tsz Yin ，1980年8月26日—），男，香港電影導演及編劇。

## 簡歷
2018-19年香港電影導演會大師班畢業。香港新一代電影導演及編劇，作品包括《瑪利亞的悔改》、《骨肉香》、《一樣的天空》。2020年，憑《骨肉香》於美國紐約電影節（New York Film Awards 2020）勇奪「最佳電影」、「最佳驚慄電影」、「最佳敘事短片」三個大奬，鮑起靜更憑該片榮獲「最佳女主角」。 2022年，潘梓然與四位新晉導演包括陳翊恆、侯楚峰、葉正恆聯手執導電影《一樣的天空》，該片為慶祝香港回歸25周年電影，由香港四大電影公司：銀都機構、 英皇電影、寰亞電影及天下一電影聯手出品，銀都機構攝製，由資深電影人莊澄監製。《一樣的天空》以四個故事貫穿四個年青人由1997年至2002年於香港發生的人、情、事，潘梓然負責執導其中的《乘風破浪》，故事講述2003年，成信（朱鑑然 飾演）在社福界數年後，決定和死黨李立品（胡鴻鈞 飾演）創業。然而，每一次的鴻圖大計都因立品的家庭問題而擱置。立品更因父親李保（張兆輝 飾演）的不理解，離家多年直至父親感染沙士命危才回家。在母親（車婉婉 飾演）安排下，他登上父親謀生的木船祈福，才發現父親一直收藏在心底的愛意。

## 創作歷程
潘梓然於蘇浙公學中五畢業後，入讀珠海學院新聞及傳理系。在製作公司做製作助理後，加入凌速傳播有限公司旗下的《宣傳易》廣告節目做製作主任，當時負責創作的低成本廣告大受歡迎。一年後他成立製作公司並繼績和《宣傳易》合作至今，當中最為人熟悉的廣告為「時昌迷你倉」系列及「景鴻移民顧問公司」系列，創作的口號深入民心。至今，潘梓然已經創作及導演過數以百計的廣告、宣傳片及公司簡介片段。
2012年，開始學習寫劇本和拍攝短片。
2013年，報讀香港公開大學和香港電影編劇家協會辦的編劇課程。
2014年，參加香港生產力促進局主辦的「創新科技與各行業」微電影比賽，作品《貨Van App王、改寫全行》拿取公開組季軍。
2015年，拍攝《不日放映》（劉俊謙 主演）。該片於獲得2016年香港心微電影創作比賽冠軍、並入圍澳門國際電影節。
2017年，因落選首部劇情電影計劃，感到要提升導演和編劇技巧，在2018參與香港電影導演會首屆舉辦的「電影導演大師班」，校監為劉偉強，校長為李英洛，修讀期間贏取了港幣10萬元製作畢業作品，由莊文強作指導老師及監製。作品名叫《骨肉香》，由鮑起靜、黎瑞恩、林泳潼、何啟華主演。《骨肉香》獲多個海外影展獎項。
2020年，潘梓然參與另一微電影資助計劃---第八屆《微電影「創+作」支援計劃》專業組，並贏取了港幣22萬拍攝另一微電影《瑪莉亞的悔改》。該片由連詩雅和黃溢濠主演，連詩雅憑《瑪》片得到專業組的「最佳微電影女主角銅奬」。《瑪》更成功入圍北九洲《日出國際映畫祭》(Rising Sun International Film Festival)，成為該年度競賽短片。
2021年，潘梓然參與創作及製作電影《一樣的天空》，在監製莊澄指導下，成功製作《一樣的天空》中《乘風破浪》故事。電影2022年6月23日在香港上映。因疫情關係， 稍後再在中國大陸上映。

## 作品及奬項
| 年份 | 作品                                                                       | 項目年份   | 項目                                                            | 奬項/結果                                                              |
| ---- | -------------------------------------------------------------------------- | ---------- | --------------------------------------------------------------- | ---------------------------------------------------------------------- |
| 2014 | 貨Van App王、改寫全行                                                      | 2014       | 「創新科技與各行業」微電影比賽                                  | 公開組季軍                                                             |
| 2015 | 不日放映（主演：劉俊謙）                                                   | 2016       | 香港心微電影創作比賽                                            | 冠軍                                                                   |
| 2015 | 不日放映（主演：劉俊謙）                                                   | 2016       | 第六屆澳門國際微電影節                                          | 入圍作品                                                               |
| 2019 | 骨肉香（主演 : 鮑起靜、黎瑞恩、林泳潼、何啟華）                            | 2019       | Grossmann Fantastic Film and Wine Festival斯洛維尼亞 (Slovenia) | 入圍作品                                                               |
| 2019 | 骨肉香（主演 : 鮑起靜、黎瑞恩、林泳潼、何啟華）                            | 2019       | Minikino Film Week – Bali International Short Film Festival     | 入圍作品                                                               |
| 2019 | 骨肉香（主演 : 鮑起靜、黎瑞恩、林泳潼、何啟華）                            | 2020       | Los Angeles Film Awards                                         | 入圍作品                                                               |
| 2019 | 骨肉香（主演 : 鮑起靜、黎瑞恩、林泳潼、何啟華）                            | 2020年8月  | New York Film Awards                                            | 最佳影片、最佳劇情短片、最佳驚悚片、最佳女主角                         |
| 2019 | 骨肉香（主演 : 鮑起靜、黎瑞恩、林泳潼、何啟華）                            | 2020年 9月 | Festigious International Film Festival Los Angeles              | 最佳影片、最佳驚悚片、最佳導演（短片）、最佳女主角、最佳攝影及最佳配樂 |
| 2019 | 骨肉香（主演 : 鮑起靜、黎瑞恩、林泳潼、何啟華）                            | 2020       | 4th Annual New York Film Award                                  | 最佳攝影、最佳劇情短片                                                 |
| 2020 | 瑪莉亞的悔改（主演：連詩雅、黃溢濠）                                       | 2020       | 第八屆《微電影「創+作」支援計劃》                               | 專業組資助項目                                                         |
| 2020 | 瑪莉亞的悔改（主演：連詩雅、黃溢濠）                                       | 2021       | 《日出國際映畫祭》（Rising Sun International Film Festival）    | 入圍作品                                                               |
| 2020 | 瑪莉亞的悔改（主演：連詩雅、黃溢濠）                                       | 2021       | 第十一屆澳門國際微電影節                                        | 最佳導演銀獎                                                           |
| 2022 | 《一樣的天空》的《乘風破浪》單元 （主演: 張兆輝 、胡鴻鈞、車婉婉、朱鑑然） | 2022       | 香港回歸二十五週年電影                                          | ＼                                                                     |

## 廣告製作
| 2003 - 2019 | 時昌迷你昌系列                          |                    |                                        |
| 2005 - 現在 | 宣傳易                                  |                    |                                        |
| 2008 - 2017 | 景鴻移民系列                            |                    |                                        |
| 2010        | 永豐金融機構                            |                    |                                        |
| 2010-2014   | 八珍甜醋及食品                          |                    |                                        |
| 2014-2020   | 美絲植髮                                |                    |                                        |
| 2016        | 按揭易                                  |                    |                                        |
| 2017        | 壹品豆漿微電影                          |                    |                                        |
| 2018        | 朗妍美肌                                |                    |                                        |
| 2018        | 學者靈芝                                |                    |                                        |
| 2020        | 道路安全議會宣傳片                      |                    |                                        |
| 2019-2021   | 源生坊                                  | 香港理工大學畢業禮 |                                        |
| 2022        | 沃爾沃Volvo XC60 短視頻系列             | 香港動漫電玩節廣告 | 香港理工大學畢業禮                     |
| 2023        | 香港保險協會五十週年微電影              | 香港動漫電玩節廣告 | 香港理工大學畢業禮                     |
| 2024        | 香港動漫電玩節廣告 (ACGHK song & dance) | Metro South 廣告   | 香港浸會大學附屬學校王錦輝中小學簡介片 |